# آلبرتو آلمیچی
آلبرتو آلمیچی (انگلیسی: Alberto Almici؛ زادهٔ ۱۱ ژانویهٔ ۱۹۹۳) بازیکن فوتبال اهل ایتالیا است.
از باشگاه‌هایی که در آن بازی کرده‌است می‌توان به باشگاه فوتبال هلاس ورونا، باشگاه فوتبال آسکولی، باشگاه فوتبال ویرتوس لانچانو، باشگاه فوتبال پادوا، باشگاه فوتبال لاتینا، باشگاه فوتبال چزنا، باشگاه فوتبال آتالانتا، و باشگاه فوتبال آولینو اشاره کرد.
وی همچنین در تیم‌های ملی فوتبال زیر ۱۹ سال ایتالیا و زیر ۲۰ سال ایتالیا بازی کرده‌است.